# Guajiro
Guajiro (Goajiro, Wayúu), indijanski narod s poluotoka La Guajira na sjevernoj obali Južne Amerike, na granici Venezuele i Kolumbije. 
Guajiro Indijanci jezično pripadaju porodici Arawakan a njihova populacija iznosi preko 300.000, od čega 170.000 u Venezueli a ostali u Kolumbiji.
Teritorij što ga Guajiro naseljavaju prostire se na 16.000 četvornih kilometara i sastoji se od savana i pustinjskih predjela gdje uspijevaju rasti tek Xerophyte, biljke sposobne da prežive u području s veoma malo vode ili vlage.
Kišna sezona, nazivana juyapu, traje od devetog do četvrtog mjeseca, a suha (jemial, jouktai-jamü) od petog do devetog. Ovisno o sezoni Indijanci kombiniraju svoje ekonomske aktivnosti, lov, specijaliziranu hortikulturu (kukuruz, grah, juka, auyama; vrsta tikava), ribolov, a u suvremeno vrijeme i stočarstvo, kao i odlazak na rad i migracije nekih obitelji u urbane zone.
Tradicionalna wayuu-kuća piichi ili miichi je malena, dvosobna, ponekad četvrtasta i građena poput barake. Od namještaja obvezan je hamak (viseća ležaljka). Selo (caserío ili ranchería) se sastoji od 5 do 6 ovakvih kuća, a imenovana su prema imenima biljaka ili lokaciji.
Socijalna organizacija je endogamni matrilinearni klan povezan s nekom totemskom životinjom od koje oni, prema svojem vjerovanju, vuku porijeklo.

## Vanjske poveznice
- Guajiro

- Wayuu na konjima.
- Improvizirani logor s hamacima – visećim ležaljkama.
- Indijanci Wayuu u misiji Robinson